# 京成バス奥戸営業所

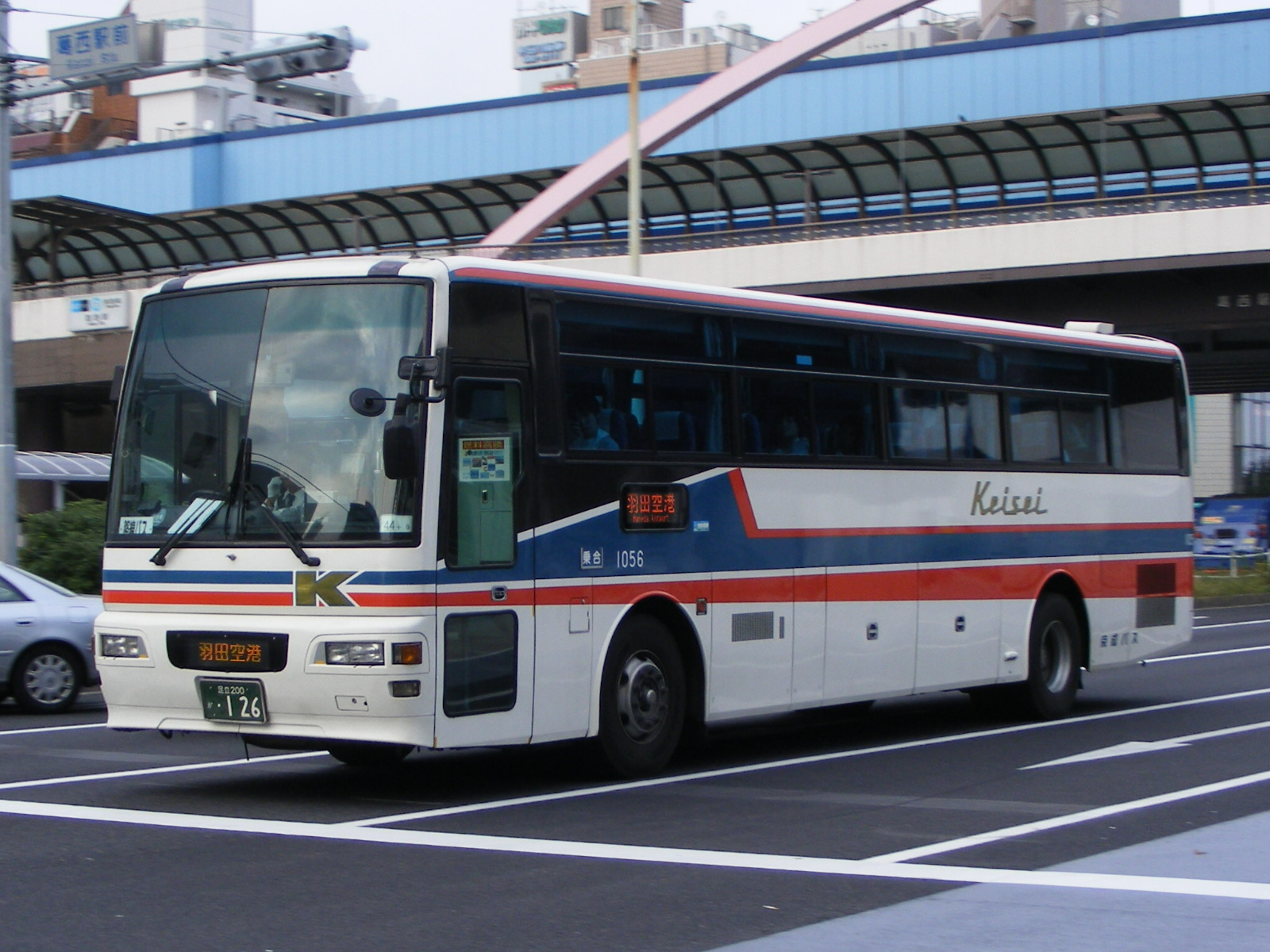
奥戸営業所所属車両

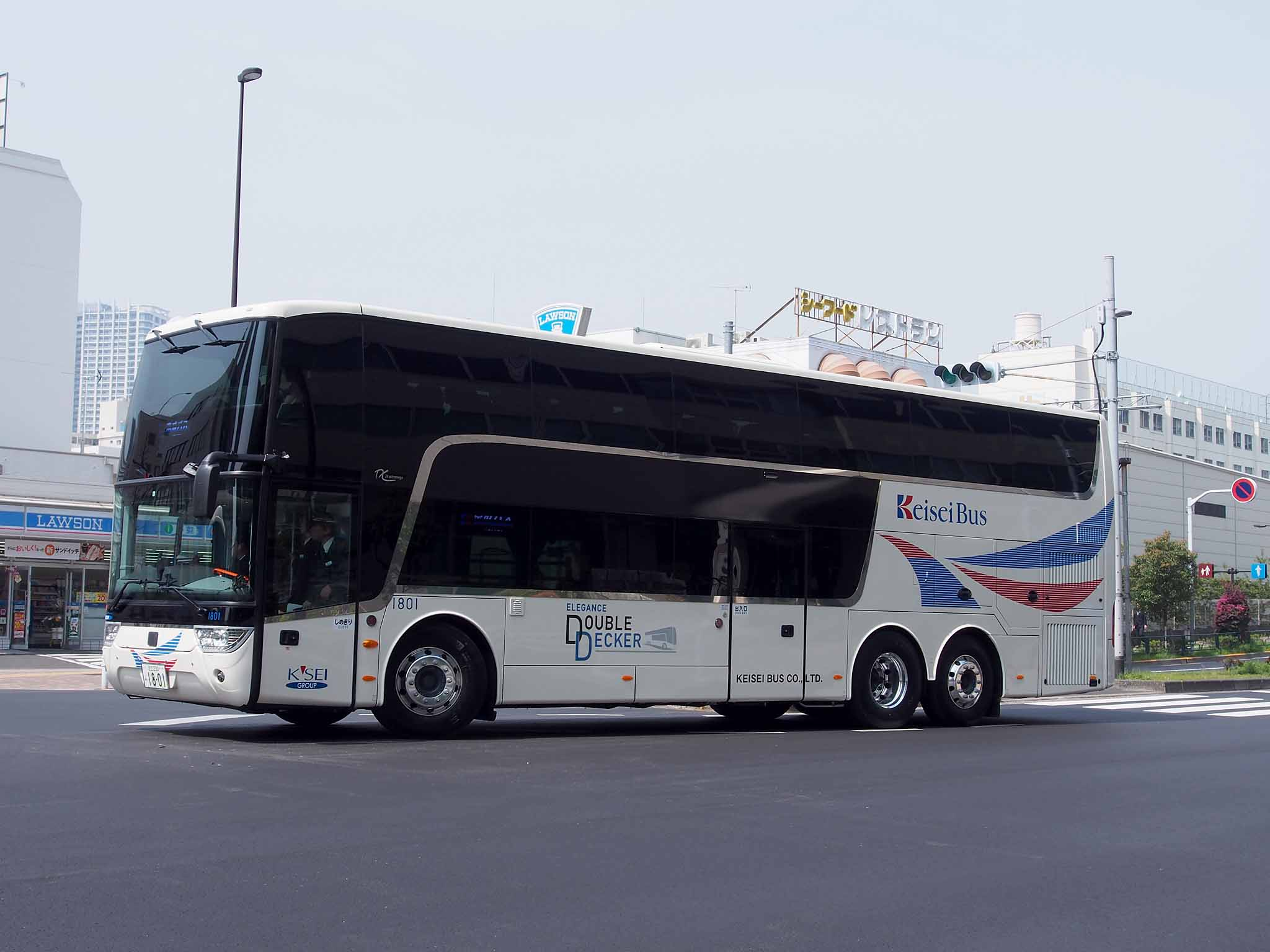
バンホール・アストロメガTDX24「エレガンス・ダブルデッカー」

京成バス奥戸営業所（けいせいバスおくどえいぎょうしょ）は、東京都葛飾区奥戸に位置する京成バスの営業所。東京地区発着の高速バスを中心に担当する。社内の営業所記号は1を用いる。配下に京成バス東雲車庫があり、高速バスの一部路線と東京BRT、豊洲・有明地区の貸切・特定バスを同車庫が担当する。
所属車両の登録番号は、奥戸営業所が葛飾ナンバー、東雲車庫が江東ナンバー。葛飾・江東ナンバーの交付開始以前はいずれも足立ナンバーであった。

## 概要
京成電鉄直営時代の奥戸営業所（および前身の寺島営業所）も含めて考えると、京成バスでは都内で最も古い営業所といえる。京成タウンバスへの分社化以前は観光業務（貸切バス）や支援業務の一部も担当していた。
2000年7月12日に京成タウンバスが設立され、翌2001年2月16日、京成電鉄（当時）奥戸営業所から葛飾区内の6路線を移管して営業運行を開始した。以降、一般路線は順次京成タウンバスへ移管され、現在は京成バス奥戸営業所では日中運行する一般路線は担当しておらず、深夜急行バスのみ運行している。

## 現行路線

### 深夜急行バス
- 深夜急行：東京駅八重洲口 → 葛西臨海公園駅 → 葛西駅 → 一之江駅 → 奥戸車庫

2011年4月15日に新設された深夜急行バス。葛西臨海公園駅では乗車・降車が可能だが、葛西駅から先は降車専用となる。
2012年4月13日より1便のみの運行となり、小岩駅は経由しなくなる。

### 高速路線

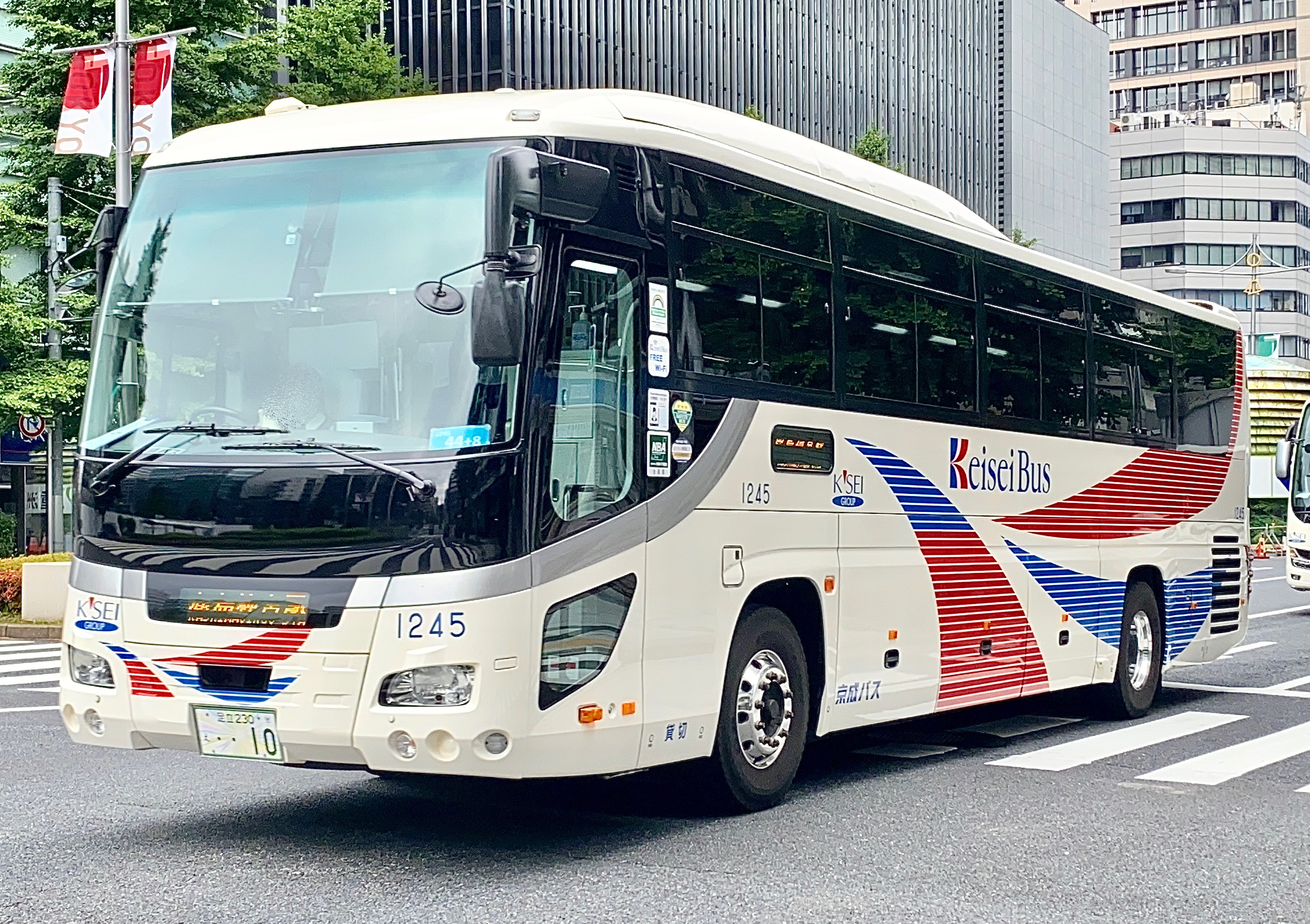
京成バス株式会社創立10周年記念塗装車（2021年5月30日、京橋一丁目交差点にて撮影）

#### 東京駅 - 鹿島神宮線
- かしま号：東京駅（乗車：八重洲南口／降車：日本橋口） - 鹿島セントラルホテル ・鹿島神宮駅・カシマサッカースタジアム

関東鉄道・ジェイアールバス関東・ジェイアールバステックと共同運行。運行形態の詳細はかしま号を参照。
PASMO / Suica利用可能（一部の臨時便は除く）。
- カシマサッカー号：東京駅（乗車：八重洲南口／降車：日本橋口） - カシマサッカースタジアム

関東鉄道・ジェイアールバス関東・ジェイアールバステック・京成トランジットバスと共同運行。
座席指定制
カシマサッカースタジアムでの鹿島アントラーズ主催の試合開催日、親善試合開催日などに運行される直行便。
カシマサッカースタジアムの乗降場所は、通常便と異なり鹿島サッカースタジアム駅の西側となる。
運行台数が多くなる日は、他営業所や分社子会社からの応援も入る。

#### 東京 - 旭・銚子方面
- 犬吠号：バスターミナル東京八重洲 - 旭 - 銚子駅 - 犬吠埼京成ホテル - 犬吠埼太陽の里
- 横芝光・旭ルート：バスターミナル東京八重洲 - 横芝光IC - 旭 - 銚子駅

千葉交通と共同運行。新習志野高速営業所と共管。
全便でPASMO / Suica利用可能。

#### 東京 - 東京湾アクアライン - 南房総方面
安房鴨川方面
- アクシー号：東京タワー - バスターミナル東京八重洲 - 木更津金田BT - 袖ケ浦BT - かずさアーク - 久留里駅前 - 君津ふるさと物産館 - 安房鴨川駅 - 亀田病院 - パークウェルステイト鴨川

日東交通と共同運行。長沼営業所・新習志野高速営業所と共管。運行形態の詳細はアクシー号を参照。
全便でPASMO / Suica利用可能。
君津駅・青堀駅方面
- 東雲車庫 / バスターミナル東京八重洲 - 木更津金田BT - 君津ターミナル - 君津駅南口（ - 青堀駅 - イオンモール富津）

日東交通と共同運行。新習志野高速営業所と共管。一部便は東雲車庫から運行。
全便でPASMO / Suica利用可能。
木更津方面
- 東雲車庫 - バスターミナル東京八重洲 - 木更津金田BT - 木更津駅西口 - イオンモール木更津
- 東雲車庫 - バスターミナル東京八重洲 - 木更津金田BT - 木更津駅西口 - 君津製鐵所
- バスターミナル東京八重洲 - （無停車） - 三井アウトレットパーク 木更津

日東交通と共同運行。
君津製鐵所行きはイオンモール木更津は通過。三井アウトレットパーク木更津行きは途中無停車。
全便でPASMO / Suica利用可能。
亀有・新小岩・一之江・葛西 - 三井アウトレットパーク 木更津
- 亀有駅 - 新小岩駅東北広場 - 一之江駅 - 葛西駅 - 三井アウトレットパーク 木更津

小湊鉄道と共同運行。2021年12月22日運行開始。
2022年7月16日ダイヤ改正より亀有駅への乗り入れ開始（ただし、小湊鉄道便は引き続き新小岩駅東北広場発着）
全便でPASMO / Suica利用可能。

#### ディズニーリゾート発着路線
新宿方面

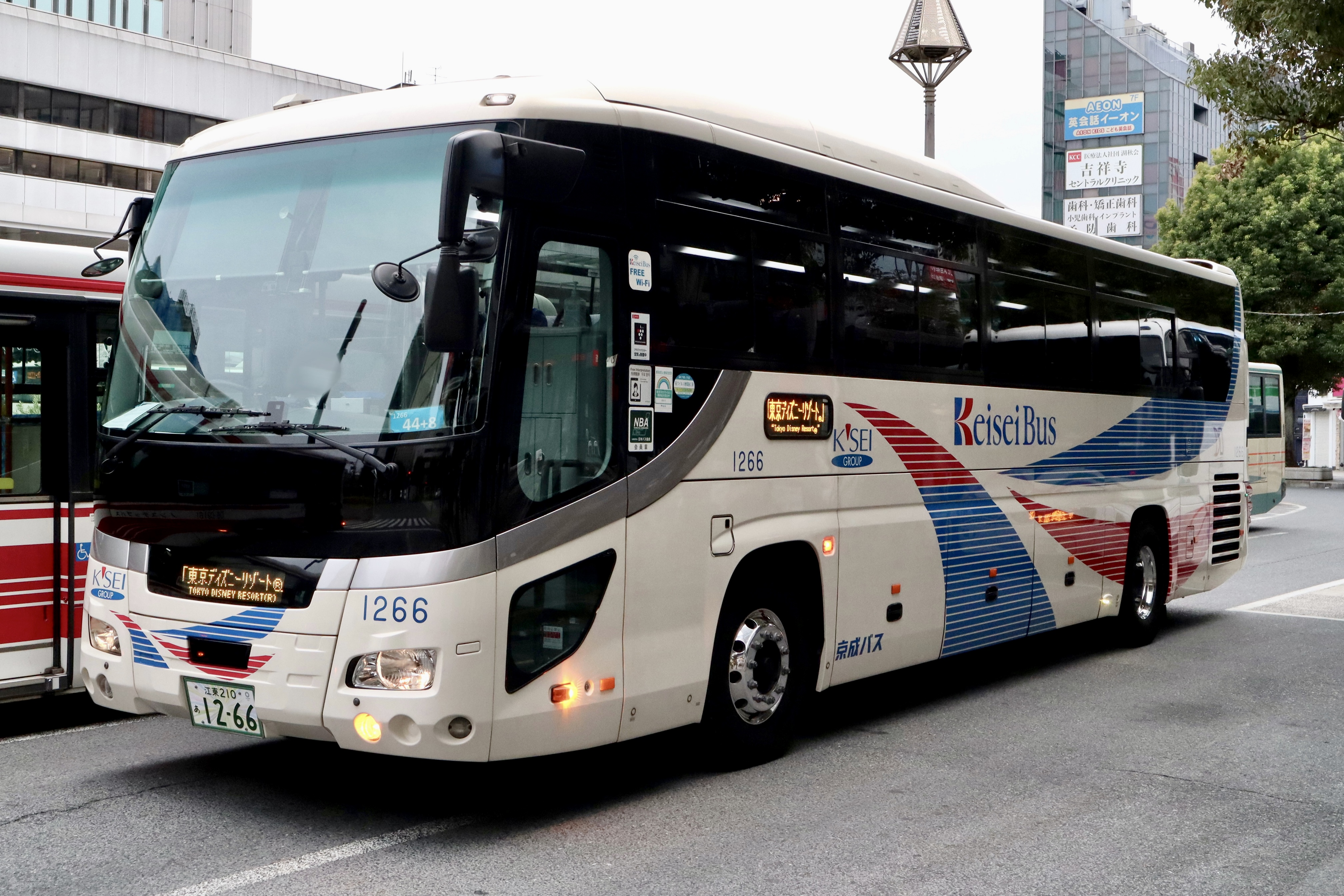
TDRへ向かうシャトルバス（吉祥寺駅にて撮影）

- バスタ新宿（新宿駅） - 東京ディズニーリゾート

ジェイアールバス関東と共同運行。
全便でPASMO / Suica利用可能。
池袋方面
- 池袋駅西口 - 東京ディズニーリゾート
  - 国際興業バス、京成トランジットバスと共同運行。
  - 国際興業バス便の2往復は武蔵浦和駅発着で池袋駅西口経由の運行。

全便でPASMO / Suica利用可能。
横浜方面
- 横浜駅東口 - 東京ディズニーリゾート

京浜急行バスと共同運行。
全便でPASMO / Suica利用可能。
東京スカイツリータウン方面
- スカイツリーシャトル：東京スカイツリータウン - 錦糸町駅 - 葛西駅 - 東京ディズニーリゾート

東武バスセントラルと共同運行。
全便でPASMO / Suica利用可能。
吉祥寺方面
- 吉祥寺駅 - 東京ディズニーリゾート

西武バス、関東バス、京成トランジットバスと共同運行。2019年11月1日運行開始。
全便でPASMO / Suica利用可能。

#### 常磐道系統 東京駅発着路線
- 柏の葉キャンパス駅・流山おおたかの森駅 - 東京駅（廃止済）

東武バスセントラル西柏営業事務所と共同運行。2021年10月1日運行開始。
全便でPASMO / Suica利用可能。
利用低迷のため、2022年9月30日で路線自体が廃止された。僅か1年間の運行だった。

#### 幕張メッセ臨時バス

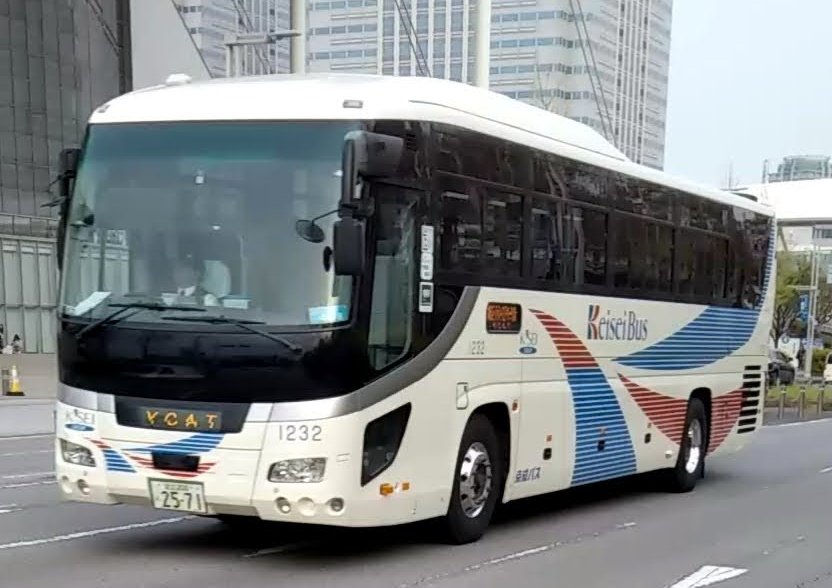
幕張メッセ発YCAT行き臨時シャトルバス

- 直行：幕張メッセ中央 → （無停車） → 横浜シティ・エア・ターミナル（YCAT）

ちばシティバス、京成トランジットバスと共同運行。幕張メッセとYCATを結ぶ直行バス。
PASMO / Suica利用不可（一部イベント開催日を除く）。

### 空港路線

#### 羽田空港発着路線
ディズニーリゾート方面
- 羽田空港 - 東京ディズニーリゾート

東京空港交通、京浜急行バス、東京ベイシティ交通と共同運行。
葛西・一之江・小岩駅・亀有駅方面
- 羽田空港 - 葛西駅 - 一之江駅 - 小岩駅 / 亀有駅

東京空港交通と共同運行。
- 深夜：羽田空港国際線ターミナル → 葛西駅 → 一之江駅

羽田空港と葛西駅・一之江駅を結ぶ深夜バス。小岩駅行きは亀有駅通過、亀有駅行きは小岩駅通過。
京成バス運行便の羽田空港方面行きのみPASMO / Suica利用可能。深夜バスは倍額運賃。

#### 成田空港発着路線
葛西・一之江・小岩駅方面
- 成田空港 - 葛西駅 - 一之江駅 - 小岩駅

千葉営業所と共管。成田空港線はほぼ全便が千葉営業所の担当で、奥戸営業所の担当は朝の空港行き1便と小岩行き最終便のみ。
鍛冶橋発着路線
- エアポートバス東京・成田：成田空港 - 東京駅八重洲口 - 鍛冶橋駐車場

2017年12月16日、「東京シャトル」として運行開始。
2020年2月1日、東京シャトル・有楽町シャトル・THEアクセス成田を統合し「エアポートバス東京・成田」として運行開始。

## コミュニティバス
墨田区と台東区のコミュニティバスを運行受託している。

### 墨田区「すみだ百景 すみまるくん・すみりんちゃん」
全3ルートを当営業所が運行受託。

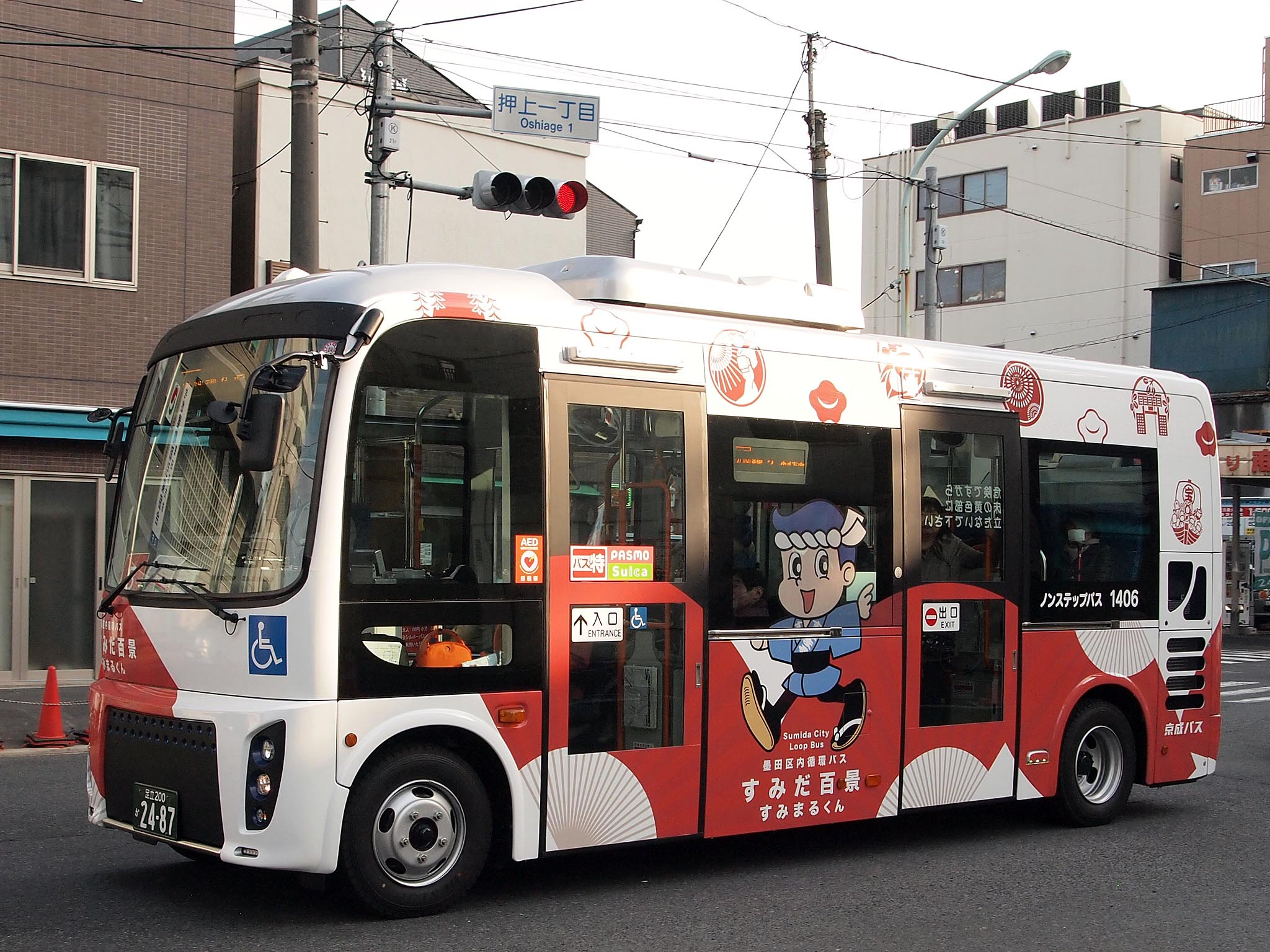
すみまるくん（茜色） 北西部ルートの車両
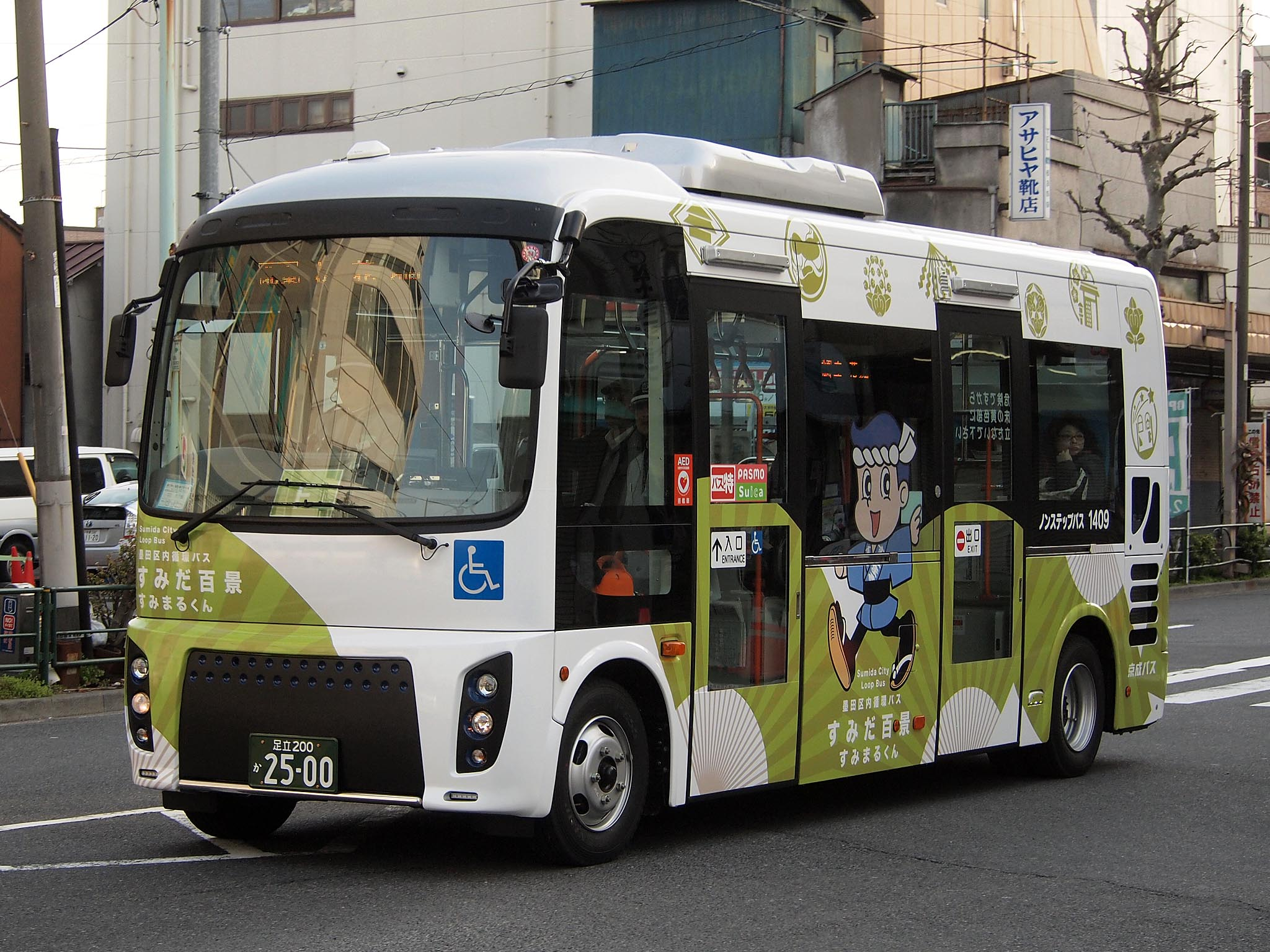
すみまるくん（若草色） 北東部ルートの車両
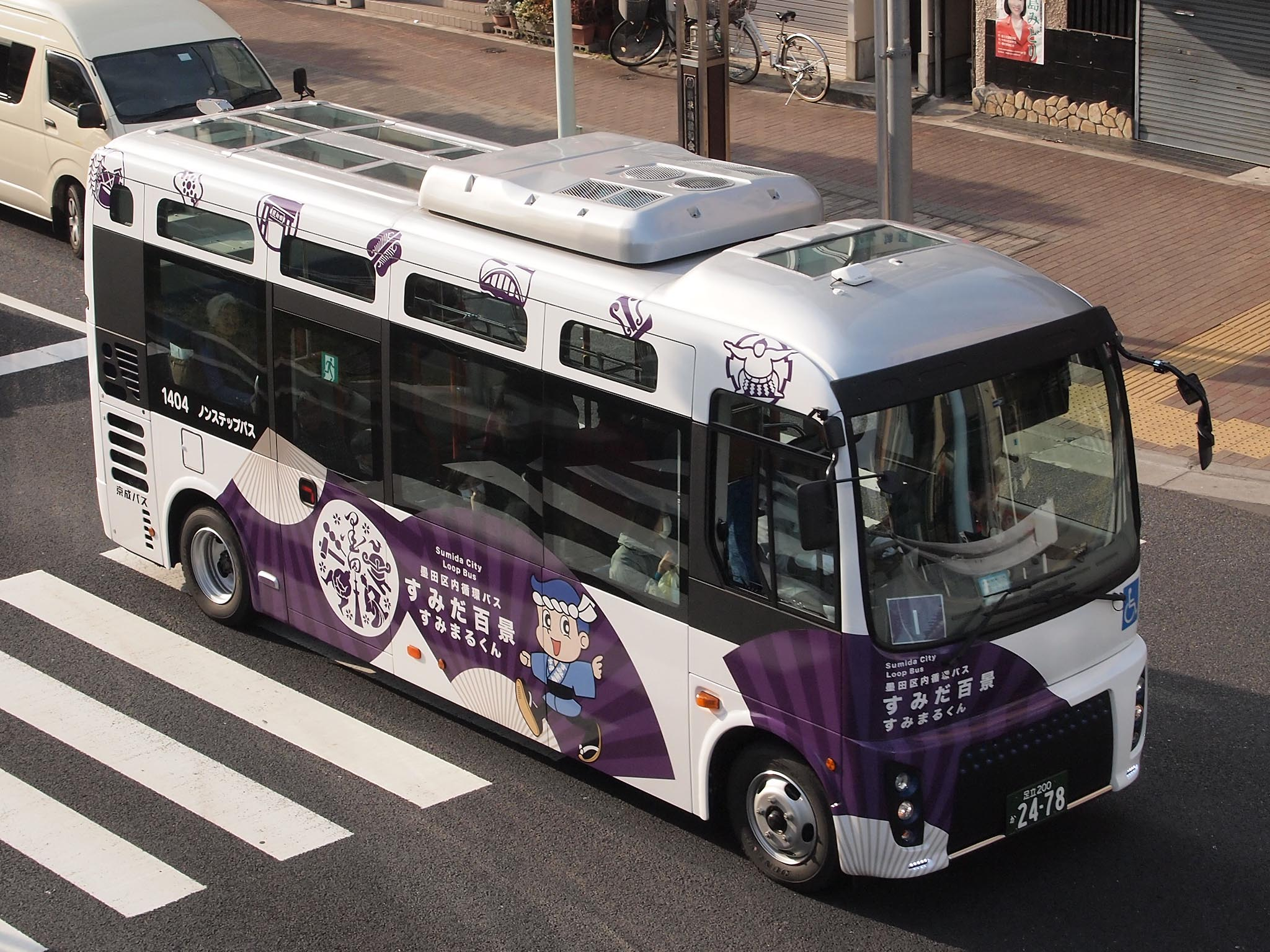
すみまるくん（江戸紫） 南部ルートの車両
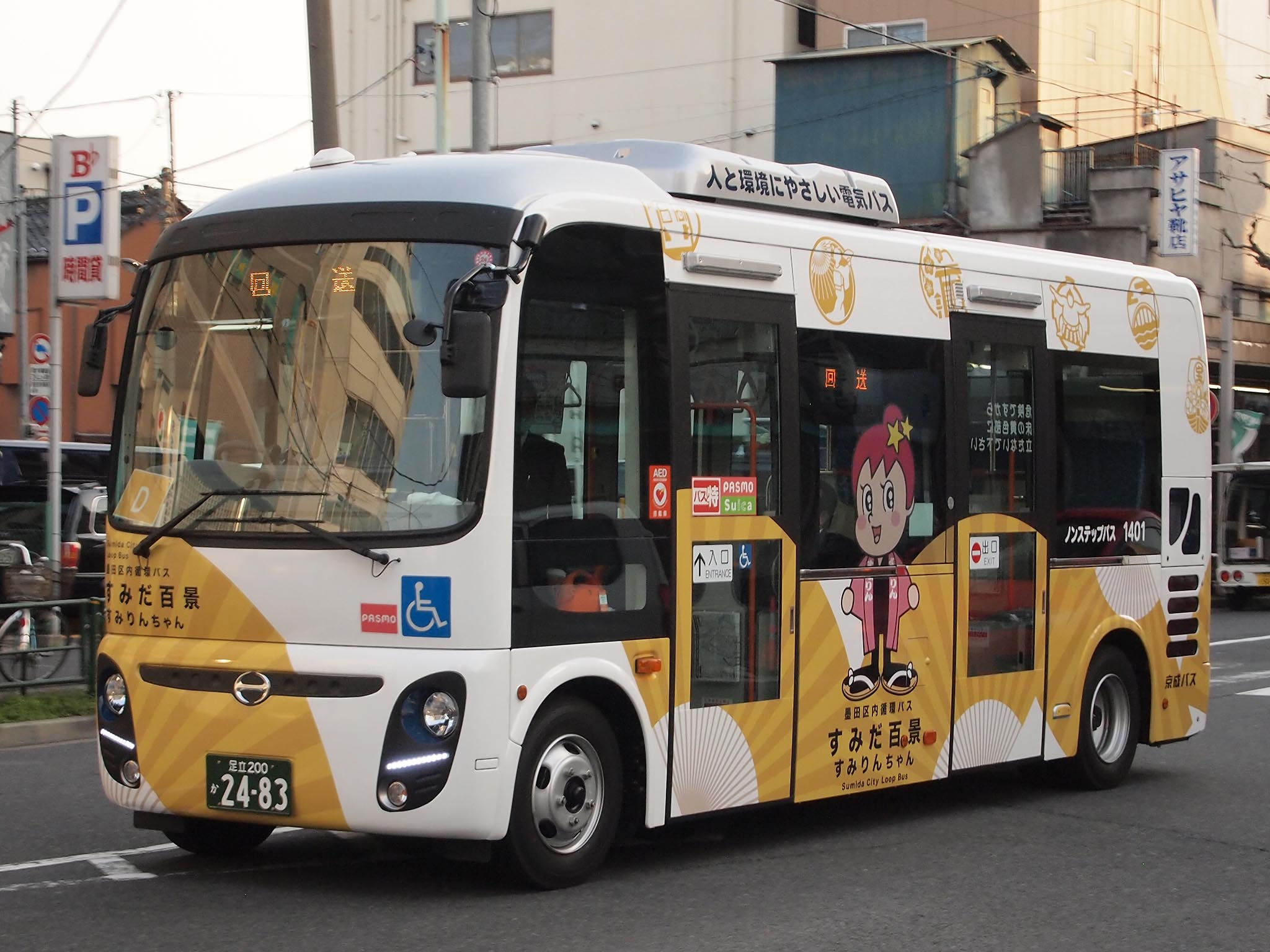
すみりんちゃん（電気バス） 南部ルートの車両
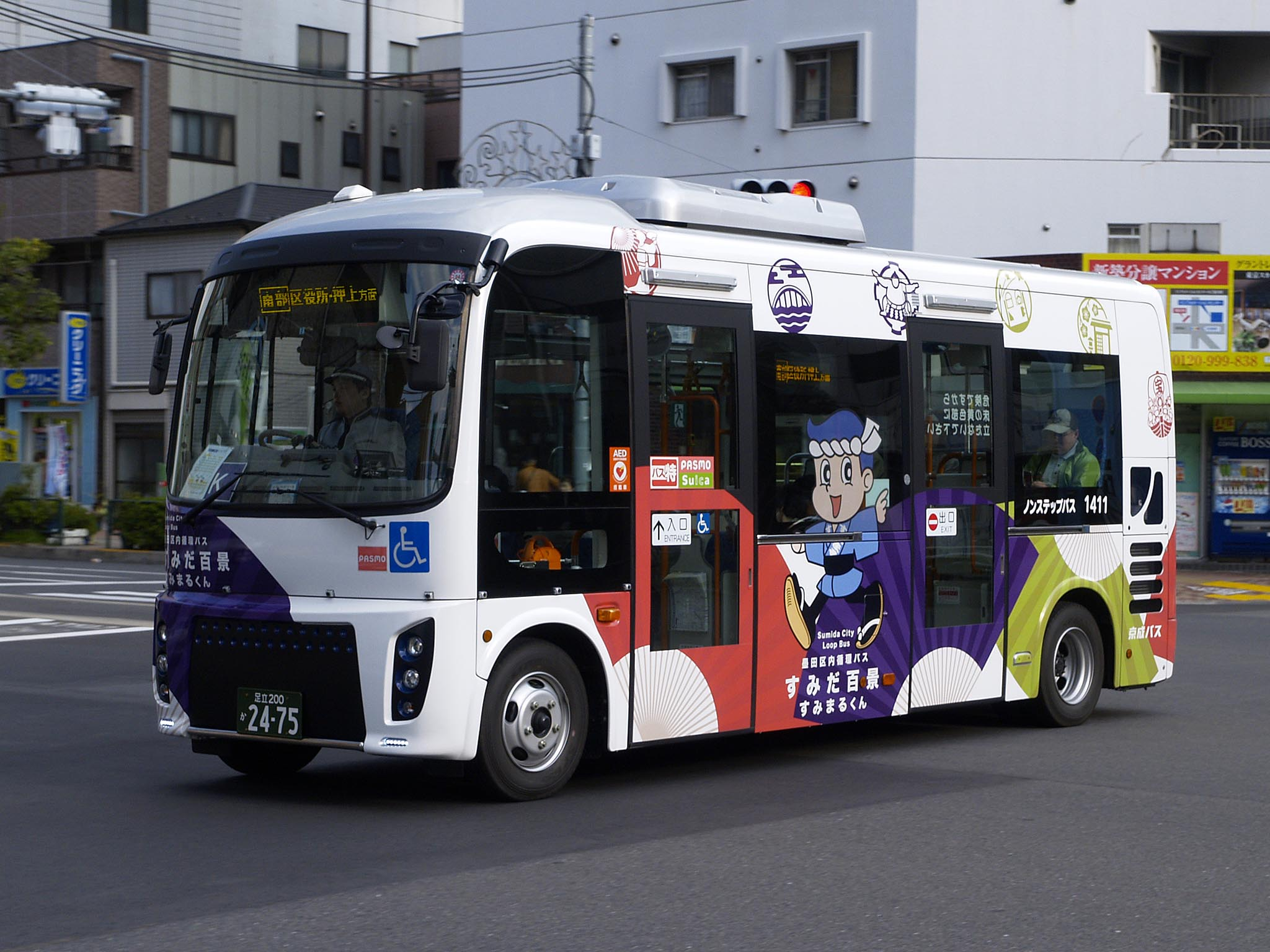
墨田区内循環バス専用予備車（3色カラー）

### 台東区「めぐりん」
「ぐるーりめぐりん」のみ当営業所が運行受託。他の3ルートは日立自動車交通が運行受託。

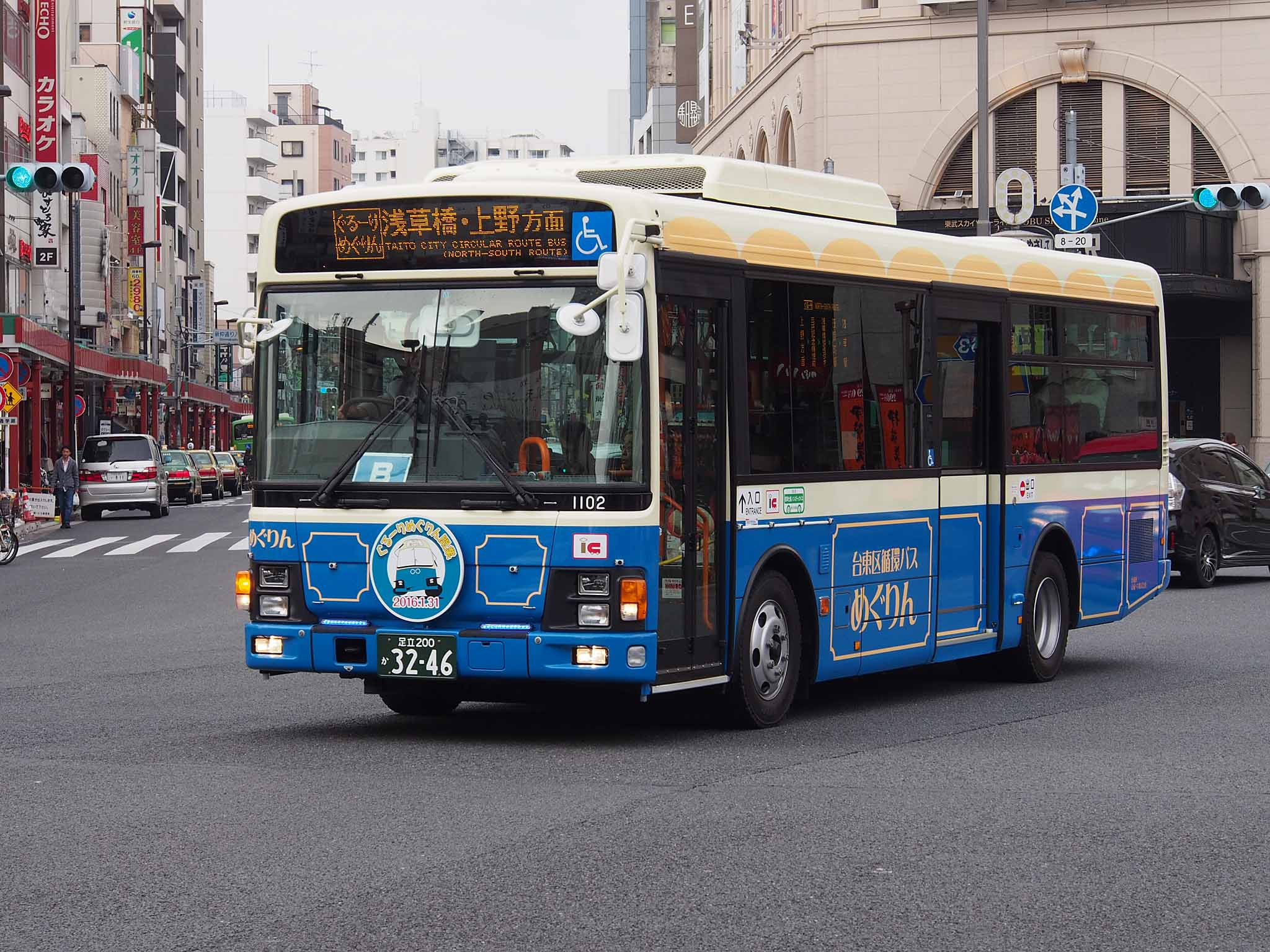
ぐるーりめぐりん専用車

### 東京BRT
東京BRTは、当営業所所属のバス運転士が連節バスと一部の便の運行を担当する。

## 移管路線

### 京成バス営業所への移管路線

#### 船堀線
- 船31：船堀駅 - 葛西工業高校 - 一之江駅 - 大杉三丁目 - 松本弁天 - 鹿本中学校 - 小岩駅通り - 小岩駅

都営バス臨海営業所と共同運行
1999年12月15日、船堀駅前に開設された総合区民ホール「タワーホール船堀」へのアクセスとして、1年間の試験運行として新設された。
2000年の廃止直前に江戸川営業所へ移管され、移管後すぐに廃止された。

#### 奥戸線
- 新小53：新小岩駅 - 東新小岩八丁目 - 森永乳業 - 奥戸車庫 - 立石駅入口 - 葛飾区役所 - 青砥駅入口 - テクノプラザかつしか - 亀有駅

京成タウンバス開業時に、この路線のみ京成電鉄で運行を継続するため金町営業所へ移管。

### 京成タウンバスへの移管路線

#### 小松川線
- （128→）橋27：小岩駅 - 二枚橋 - 江戸川区役所 - 錦糸町駅 - 浅草橋 - 茅場町 - 八丁堀 - 新橋駅
- 錦27：小岩駅 - 二枚橋 - 江戸川区役所 -錦糸町駅 - 浅草橋 - 箱崎町

1996年9月6日まで都営バス江東営業所→旧江戸川営業所→臨海営業所→江東営業所と共同運行。
- 錦27：小岩駅 - 二枚橋 - 江戸川区役所 - 錦糸町駅 - 両国駅

1996年9月6日まで都営バス江東営業所と共同運行。
- 小74：市川駅 - 二枚橋 - 江戸川区役所 - 小松川警察署
- 小74：小岩駅 - 二枚橋 - 江戸川区役所 - 小松川警察署

1951年（昭和26年）4月1日付で、それまで都営の単独運行だった32系統・錦糸町駅 - 新橋駅線を小岩駅へ延長、128系統として京成が参入。京成では新橋線と呼称した。
1970年（昭和45年）、東京線の廃止に伴い市川駅と小松川警察署の間を京成単独で存続することにし、新橋線に編入される。
1974年（昭和49年）8月15日付で箱崎町 - 新橋駅間を廃止。小岩と箱崎町の間が錦27系統（京成の路線名は箱崎線）、市川と小松川警察署の間が小74系統（小松川線＝初代）となる。1979年頃には、初代小松川線が廃止されて箱崎線のみとなっていた。
1996年（平成9年）9月7日付で都営との相互乗り入れを解消のうえ小松川警察署止まりに短縮、小74の系統番号と小松川線の路線名が復活した。
2001年（平成13年）2月16日付で京成タウンバスへ移管。都営の錦27系統は江東営業所から2代目江戸川営業所に移管の上、小岩駅 - 両国駅間で運行を続けている。

#### 本田線
- 有65：亀有駅 - お花茶屋三丁目 - 本田警察 - 葛飾区役所

1996年（平成8年）9月7日付でルートを変更し、有57系統東堀切線となる。
2001年（平成13年）2月16日付で京成タウンバスへ移管。

#### 四ツ木線
- 新小52：新小岩駅東北広場 - 四ッ木駅 - 葛飾区役所 - 青砥駅入口 - 亀有駅

現在の京成タウンバス新小52乙系統である。1996年（平成8年）の再編成で上野線と統合する前は、こちらが新小52を名乗っていた。

#### 綾瀬線
- 新小51：新小岩駅 - 平和橋 - 堀切菖蒲園駅 - 登記所 - 綾瀬駅 - 小菅一丁目

### 高速バス・空港リムジン
- 浜松町バスターミナル - 東京駅八重洲口 - 木更津金田 - 勝浦駅 - 御宿

鴨川日東バスと共同運行》
- 浜松町バスターミナル - 東京駅八重洲口 - 木更津金田 - 勝浦駅 - 安房小湊

鴨川日東バスと共同運行》
2013年4月1日付で長沼営業所へ移管。
- 東雲車庫 - 東京駅八重洲口 - 大網駅 - 白子中里

小湊鉄道と共同運行
2013年4月28日付でちばフラワーバス（旧・成東営業所）へ移管。
- 茂原駅 → 本納駅入口 → 大網駅 → 東京駅八重洲口 → 東雲車庫

小湊鉄道長南営業所と共同運行
2013年4月28日付で、首都圏中央連絡自動車道（圏央道）の開通に伴い圏央道経由に経路変更。同時に長沼営業所へ移管。
2017年3月31日をもって京成が撤退、小湊鉄道の単独運行となる。
- 羽田空港 - 松戸駅 - 新松戸駅

松戸新京成バス・京浜急行バスと共同運行》
2018年9月1日、路線開設。
2019年4月20日、松戸営業所へ移管。

## 廃止・撤退路線

### 東京線
- 107：東京駅北口 - 浅草橋 - 錦糸町駅 - 亀戸駅通り - 京葉交差点 - 二枚橋 - 小岩駅通り - 市川駅

都営バス江東営業所と共同運行。
1947年（昭和22年）6月、東京都交通局（都営バス）との共同運行路線第1弾として開設。両国橋から国道14号（千葉街道）をひたすら東へ向かう路線だった。
1970年（昭和45年）8月15日限りで都営が撤退。国鉄総武線の輸送力増強で採算が悪化し、2年後には総武快速線が完成した。
都営の撤退により京成の単独運行となり、市川駅と小松川警察署の間を新橋線に編入して存続したが、1979年（昭和54年）頃に廃止された。

### 上野線
- （124→）上34：市川駅 - 小岩駅北口 - 奥戸車庫前 - 本田警察署（現・葛飾警察署） - 四ツ木橋 - 言問橋 - 浅草寿町 - 菊屋橋 - 上野駅 - 上野広小路

都営バス新谷町営業所→青戸支所と共同運行。
1947年（昭和22年）11月に京成単独で開設され、1950年（昭和25年）、都営が参入して共同運行となる。
1977年（昭和52年）12月15日をもって、東京都交通局第2次再建計画に伴う路線再編成により都営が撤退。京成の単独運行となる。
1996年（平成8年）9月7日付で四ツ木線と統合、現在の新小52系統となる。京成が撤退する形となった本田警察署と上野の間は、都営バスの草39系統が事実上の代替として、平日日中に限り浅草と上野の間を延長運転することになった。

### 上一色周辺地区コミュニティ交通（実証実験）

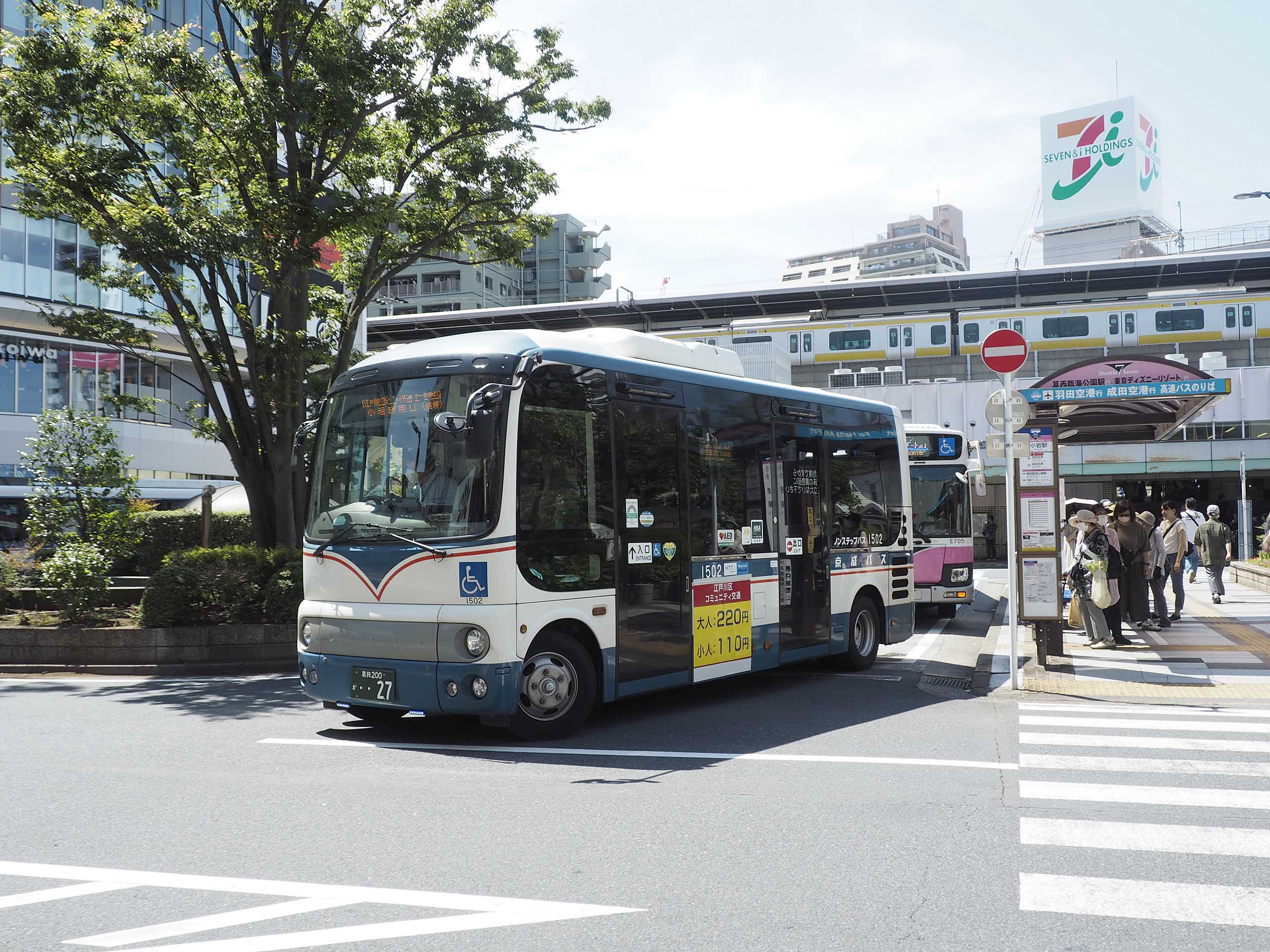
上一色周辺地区コミュニティ交通（1502、2023年6月撮影）

- 小岩駅南口 - 小岩駅北口 - 西小岩一丁目 - 南小岩六丁目 - 興宮町南 - 上一色二丁目西 - 上一色三丁目- 西小岩一丁目- 小岩駅北口 - 小岩駅南口

2022年（令和4年）4月1日開業。江戸川区の交通不便地域を解消するコミュニティ交通のモデル路線として開設された。当初は12月31日までの運行を予定していた。車両は日野・ポンチョを使用。
2022年8月1日、東京都シルバーパスでの乗車が可能になる。
2022年12月16日、南小岩八丁目および南小岩六丁目停留所を新設、運行期間を2023年6月30日へ延長。
2023年（令和5年）1月1日、障碍者割引を開始。
2023年6月30日、運行を終了。

## 車両
いすゞ自動車製の車両が中心だが、三菱ふそう・エアロエースも配置されている。かつては日産ディーゼル製の高速車も在籍していた。
高速バスは全車トイレ付きの車両で、空港路線も運行しているため直結クーラー搭載車が以前から在籍していた。
2018年には京成バスとしては久しぶりとなる、また高速バスとしては初めてのダブルデッカー車として、スカニア・アストロメガ TDX24が配置され、有楽町シャトルで運行されていた。その後、同線の運行終了により貸切用となっている。
コミュニティバス専用車は「すみだ百景 すみまるくん・すみりんちゃん」用の日野・ポンチョ、「ぐるーりめぐりん」用のいすゞ・エルガミオが在籍する。